# Ендру Валмон
Ендру Орландо Валмон (енгл. Andrew Orlando Valmon; Бруклин, 1. јануар 1965) бивши је амерички атлетичар, актуелни светски рекордер са америчком штафетом 4 Х 400 метара. 
Валмон је у Њу Џерзију похађао средњу школу Манчестер Тауншип. Похађао је потом колеџ на Универзитету Сетон Хол где је дипломирао комуникације 1987.
Валмон је освојио сребрну медаљу са америчком штафетом 4 Х 400 метара на Светском првенству у дворани 1991. у Севиљи. 1992. освојио је златну медаљу са америчком штафетом 4 × 400 м на Олимпијским играма у Барселони. На Светском првенству у Штутгарту 1993. освојио је златну медаљу са америчком штафетом која је тада оборила светски рекорд у времену 2:54,29. Исте године, Валмон је истрчао свој лични рекорд на 400 метара са временом од 44,28 секунди.
Након такмичарске каријере Валмон је од 1999. до 2003. био помоћни тренер за атлетику на Универзитету Џорџтаун. Валмон је 11. фебруара 2011. именован за главног тренера атлетске репрезентације Сједињених Држава на Олимпијским играма у Лондону. Данас је главни тренер за атлетику на Универзитету Мериленд.
Ожењен је са Мередит Рејни, која је такође олимпијска тркачица. Валмон је члан братства Фи Бета Сигма.